# Cyanodontia spathulata
Cyanodontia là một chi nấm thuộc họ Meruliaceae. Là một chi đơn loài, nó chứa loài duy nhất Cyanodontia spathulata.